# Gare de Plœuc - L'Hermitage
La gare de Plœuc - L'Hermitage est une ancienne gare ferroviaire française fermée, de la ligne de Saint-Brieuc à Pontivy, située sur le territoire de la commune de L'Hermitage-Lorge, à proximité de Plœuc-sur-Lié, dans le département des Côtes-d'Armor, en région Bretagne.

## Situation ferroviaire
Établie à 237 m d'altitude, la gare de Plœuc - L'Hermitage est située au point kilométrique (PK) 502,523 de la ligne de Saint-Brieuc à Pontivy entre les gares  du Pas et de Uzel.

## Histoire
En juillet 2012, la gare fut utilisée pour le tournage du film Chez nous c'est trois  de Claude Duty.

## Service des voyageurs
Située sur une ligne fermée au trafic ferroviaire de voyageurs, la gare est aujourd'hui fermée à tout trafic.